# Ohrigstad
Ohrigstad este un oraș din Africa de Sud.